# Municipio de Bath (Carolina del Norte)
El municipio de Bath (en inglés: Bath Township) es un municipio ubicado en el  condado de Beaufort en el estado estadounidense de Carolina del Norte. En el año 2010 tenía una población de 4.649 habitantes.

## Geografía
El municipio de Bath se encuentra ubicado en las coordenadas 35°28′30.6″N 76°46′23.77″O / 35.475167, -76.7732694.